# Couvin

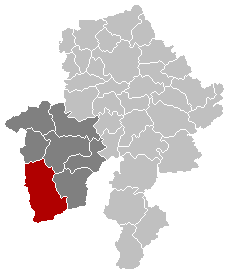
Mapa de ubicación de Couvin.

Couvin (en valón : Couvén) es un municipio de Bélgica en la provincia de Namur

## Historia
Era una de las 23 Buenas Villas del Principado de Lieja. Fue ocupada en numerosas ocasiones por Francia (1554-1559, 1643-1659, 1673 desmantelando su castillo-1678, 1696-1697, 1706, 1711, 1747-1748 y 1793-1815. Fue unida al Reino Unido de los Países Bajos, hasta la independencia belga en 1830.
Mariemburg, fue anexado en 1545 a los Países Bajos de los Habsburgo, construyendo la gobernadora María de Hungría una importante fortaleza, tomada en 1554 por las tropas francesas, sería devuelta a España en 1559 mediante la Paz de Cateau-Cambrésis. En 1659 la fortaleza fue cedida a Francia, que la mantuvo hasta el Tratado de París (1815), cuando se adjunta al Reino Unido de los Países Bajos.

## Geografía
Se encuentra ubicada al sureste del país, en las regiones naturales de las Fagnes y de las Ardenas y esta bañada por el río Eau Noire, un afluente del río Mosa.
- Altitud: 230 metros.
- Latitud: 50º 03' 00" N
- Longitud: 004º 28' 59" E
- Superficie total: 207.21 km²

### Secciones del municipio
El municipio comprende los antiguos municipios, que se fusionaron en 1977:
| - Couvin - Aublain - Boussu-en-Fagne - Brûly - Brûly-de-Pesche - Cul-des-Sarts - Dailly - Frasnes-les-Couvin - Gonrieux - Mariembourg - Pesche - Petigny - Petite-Chapelle - Presgaux |

## Demografía

### Evolución
Todos los datos históricos relativos al actual municipio, el siguiente gráfico refleja su evolución demográfica, incluyendo municipios después de efectuada la fusión el 1 de enero de 1977.

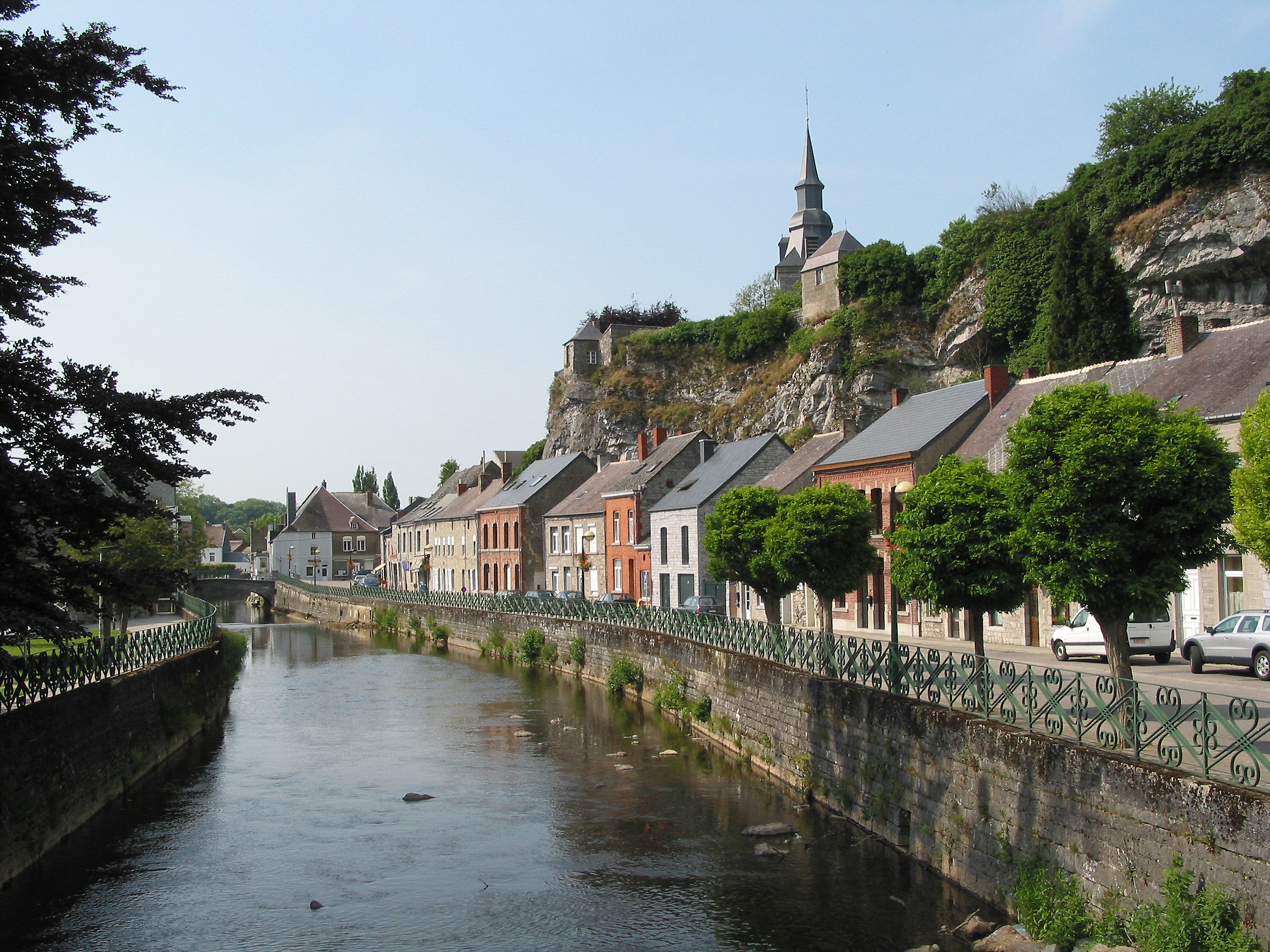
La calle de La Falaise.

| Gráfica de evolución demográfica de Couvin entre 1846 y 2020 |
|                                                              |